# Stomias boa
Stomias boa (Risso, 1810), noto in italiano come drago di mare, è un pesce abissale della famiglia Stomiidae.

## Distribuzione e habitat
Questo pesce è cosmopolita con varie sottospecie. Nel mar Mediterraneo è presente Stomias boa boa, nel nord Atlantico S. boa ferox. Nei mari italiani è sporadica ma presente in tutti i bacini compreso il mar Adriatico meridionale, è relativamente più comune nel mar Ligure e nello stretto di Messina.
Ha abitudini pelagiche di profondità e di solito frequenta acque profonde dai 700 ai 1000 metri. Si può però trovare anche in superficie, specie la notte. È meno comune del simile Chauliodus sloani  (vipera di mare in italiano).

## Descrizione
Ha un aspetto superficialmente simile al Chauliodus sloani, molto allungato con bocca molto grande armata di denti lunghi ed aghiformi, con occhi grandi e numerosi fotofori disposti in doppia fila nella parte ventrale. La pinna dorsale è unica (in C. sloani sono due, una dietro la testa ed una pinna adiposa presso il peduncolo caudale), situata molto indietro, a ridosso della pinna caudale, ed opposta ed identica alla pinna anale. La pinna caudale è biloba, anche se nelle vecchie iconografie era spesso raffigurata arrotondata o tronca. Le pinne ventrali, piccole e piuttosto allungate, sono inserite in basso e molto arretrate, vicino alla pinna anale; le pinne pettorali sono piccole. Sotto il mento è presente un lungo barbiglio, assente nel Chauliodus  che nell'apice porta un fotoforo. I denti sono più corti che nella vipera di mare e hanno varia lunghezza. Oltre alla doppia fila ventrale piccoli fotofori sono sparsi su tutto il corpo. Le scaglie hanno forma esagonale e cadono facilmente. Il corpo dell'animale vivo è coperto da una membrana di muco.
Il colore è nerastro con riflessi bruni ed azzurri negli esemplari intatti con le squame. Il barbiglio ha colore rosa.
Misura fino a 25 cm di lunghezza.

## Biologia

### Alimentazione
È un predatore e cattura pesci di dimensioni anche piuttosto grandi, che poi inghiotte interi.

### Riproduzione
Sembra che si riproduca in inverno. Le larve hanno un'unica pinna impari molto alta.

## Pesca
Occasionale se non con le reti delle pescate scientifiche dei biologi marini.
Le carni non sono commestibili ed in passato venivano perfino reputate velenose.

## Galleria d'immagini

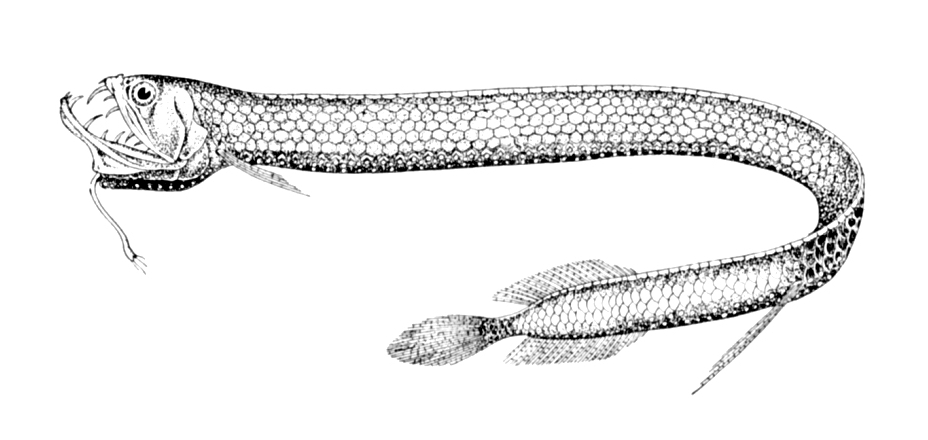
In questo disegno la pinna caudale è rappresentata in maniera sbagliata
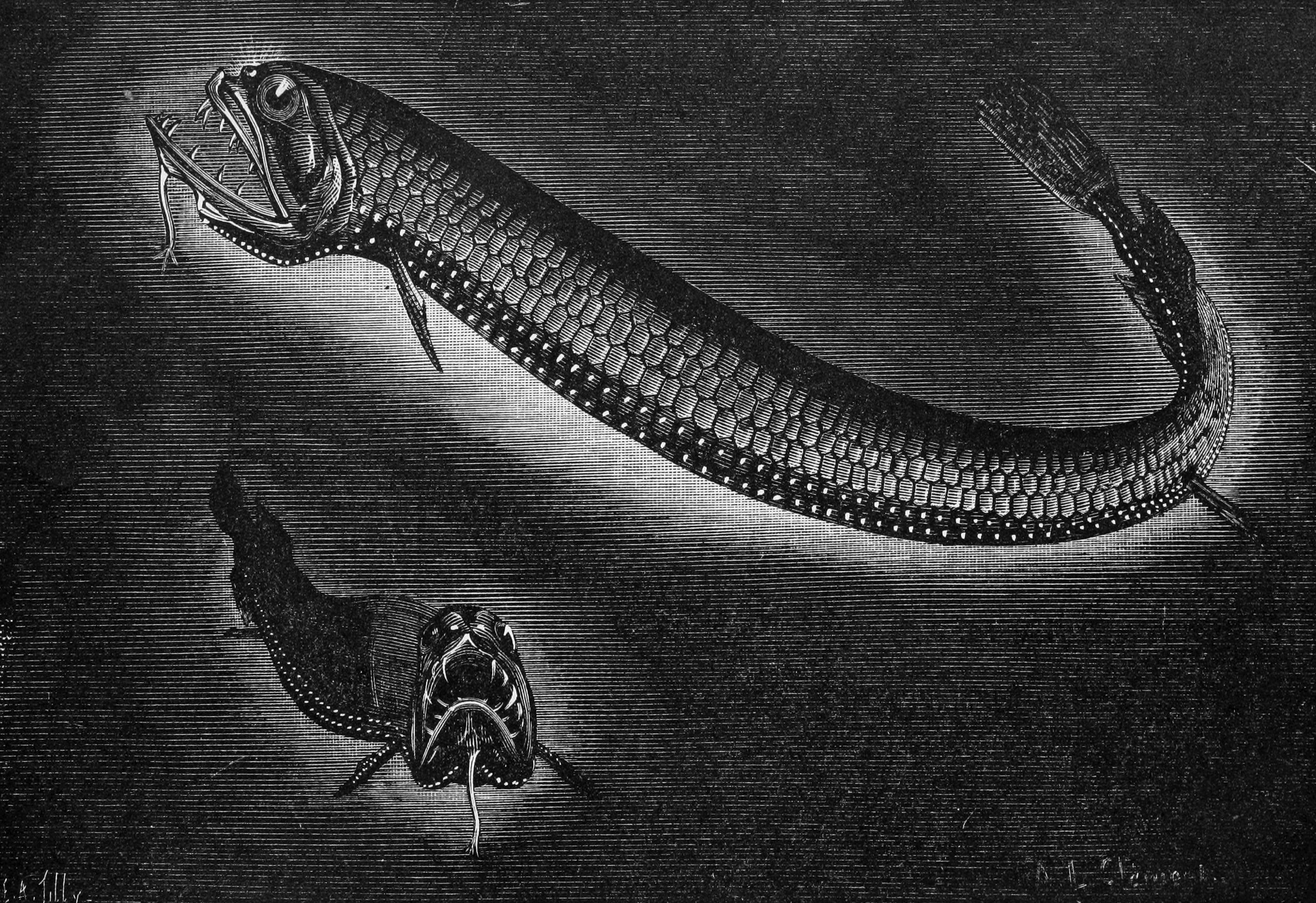